# Samuel McGuffie
Samuel McGuffie detto Sam (Houston, 16 ottobre 1989) è un bobbista, giocatore di football americano e rugbista a 15 statunitense.
Attualmente gioca negli Ohio Aviators, squadra militante nella lega americana PRO Rugby.

## Biografia
McGuffie ha praticato l'atletica leggera a livello di college nelle discipline veloci, nel salto in lungo e nel salto in alto e dal 2008 al 2014 il football americano partecipando ad alcuni draft NFL.
Compete professionalmente nel bob dal 2015 come frenatore per la squadra statunitense. Esordisce in Coppa del Mondo nella stagione 2015/16 ad Altenberg dove si piazza dodicesimo nel bob a due. Centra il suo primo podio nonché la sua prima vittoria il 16 dicembre 2016 a Lake Placid imponendosi sempre nel bob a due con Steven Holcomb ottenendo nello stesso week-end anche il secondo posto nella gara a quattro.
Ha partecipato a due edizioni dei mondiali, detenendo quali migliori piazzamenti il quinto posto nel bob a quattro e il sesto nella competizione a squadre a Schönau am Königssee 2017, sempre con Holcomb alla guida del mezzo.

## Palmarès

### Coppa del Mondo
- 5 podi (2 nel bob a due e 3 nel bob a quattro):
  - 2 vittorie (nel bob a due);
  - 2 secondi posti (nel bob a quattro);
  - 1 terzo posto (nel bob a quattro).

#### Coppa del Mondo - vittorie
| Data             | Luogo       | Paese       | Disciplina                        |
| ---------------- | ----------- | ----------- | --------------------------------- |
| 16 dicembre 2016 | Lake Placid | Stati Uniti | a due con Steven Holcomb (pilota) |
| 10 novembre 2017 | Lake Placid | Stati Uniti | a due con Codie Bascue (pilota)   |